# Arqa

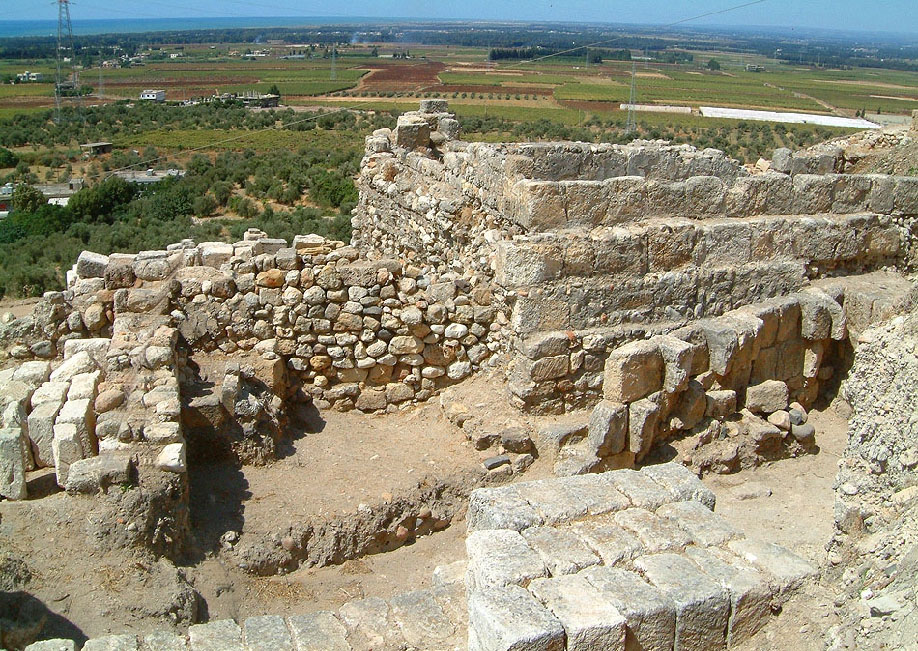
Panorama da Fortaleza de Arqa

Arqa (originalmente Irqata, Arqueu na Bíblia) é uma vila perto de Miniara em Akkar do Líbano Setentrional, 22 km a nordeste de Trípoli, perto da costa. É significativo para o Tell Arqa, um sítio arqueológico que remonta ao período neolítico, que durante as Cruzadas, houve um castelo estrategicamente importante.
É mencionado na antiguidade, nas Cartas de Amarna do Egito (como Irqata), bem como nos documentos assírios.
A cidade romana foi nomeada Cesareia do Líbano ou Arca Caesarea. O imperador Alexandre Severo nasceu neste lugar.